# Moutiers-les-Mauxfaits
 Moutiers-les-Mauxfaits  es una población y comuna francesa, en la región de Países del Loira, departamento de Vendée, en el distrito de Les Sables-d'Olonne y cantón de Moutiers-les-Mauxfaits.

## Demografía
| 922 | 1003 | 1261 | 1259 | 1348 | 1419 |
| Para los censos de 1962 a 1999 la población legal corresponde a la población sin duplicidades (Fuente: INSEE [Consultar]) |      |      |      |      |      |